# Баловень
Баловень (Михаил Иванович Баловнев, Ян Баловень) (? — 23 июля 1615) — казацкий атаман эпохи Смутного времени.

## Биография
Происходил из рязанского Данковского уезда. Участвовал в событиях Смутного времени. Вначале служил Самозванцу, затем присоединился в ополчению под началом князя Трубецкого. После окончания Смуты осенью 1613 года Баловень под началом Трубецкого был направлен от Москвы к Новгороду для борьбы со шведами. Однако по пути к месту дислокации казаки принялись заниматься грабежами местного населения (в Тверском уезде). Прямого восстания не было, но войско рассыпалось на отряды мародёрствующих дезертиров (атаманы И. Яковлев и Васковский). Впрочем, сами казаки не высказывали открытого недовольства, называя свои действия кормлением. Казаки решили идти на восток в Заволочье, чтобы кормиться за счёт богатых северорусских регионов, не тронутых войной. В среде казаков высказывалось мнение идти на верхнюю Волгу, а оттуда спуститься на кораблях по реке до Астрахани навстречу Ивану Заруцкому. В марте они достигли Череповца и Пошехонского уезда. В апреле 1614 года по случаю восстания в Москве прошёл Земский собор, на котором было принято решение поднять налоги, чтобы выплатить достойное жалование ветеранам Смуты. Однако дело не двигалось с мёртвой точки. Весной — летом 1614 г. казацкое движение охватило огромную территорию (современные Вологодская, Костромская и Ярославская области). С августа 1614 г. Вологда постоянно жила на осадном положении.
В ноябре 1614 года из Ярославля в Вологду двинулась карательная рать Валуева для борьбы с повстанцами. Однако вскоре оказалось, что царская рать нуждается в подкреплении. Тем не менее, повстанцы уклонялись от прямого боя с царскими ратями. Зимой 1614—1615 году они разорили Каргопольский уезд, убив свыше 2000 человек гражданского населения. Отличительной особенностью «шайки» Баловня были жестокие истязания пленных и часто бессмысленная жестокость: повстанцы сжигали сёла, оскверняли церкви, забивали скот, издевались над людьми (засыпали порох в рот и уши и поджигали). Отряд Баловнева совместно с казаками пана Голеневского и «гетмана» Щелковицкого, по словам летописца Ивана Слободского, в декабре 1614 г. опустошил Спасо-Прилуцкий Димитриев монастырь. 27 декабря Валуев нанёс поражение отряду казаков во главе с Р. Карташовым под Вологдой, а 4 января Лыков (к этому времени к нему присоединился Измайлов) разбил пришедшего с запорожцами брата И. М. Заруцкого З. Заруцкого под Балахной и двинулся через Ярославль к Вологде. Когда в январе 1615 года отряд Лыкова (2000 человек) вошёл в Вологду, Михаил Баловнев заявил о намерении перейти на государеву службу. Из повстанцев была сформирована бригада, которую через Белозерск направили на шведский фронт к Тихвину. Оттуда весной 1615 года 5-тысячный отряд Баловня неожиданно предпринял рейд к самой Москве. Столица была близка к панике, так как элитные царские части были направлены на борьбу с лисовчиками. В июне отряд Баловня встал в Ростокино. Тем не менее, повстанцы не торопились штурмовать столицу. Они желали выслушать предложение Кремля. Переговоры затягивались. Тем временем воевода Б. М. Лыков подвёл свою рать из Ярославля. Кремль заставил передвинуть лагерь Баловня к Донскому монастырю. Во время одного из раундов переговоров Баловнев был арестован, а его войско блокировано ратью Лыкова. Свыше 3 тыс. «воров» было захвачено в плен. 23 июля Баловень был повешен в Москве за ребро.